# Schleuderplatte

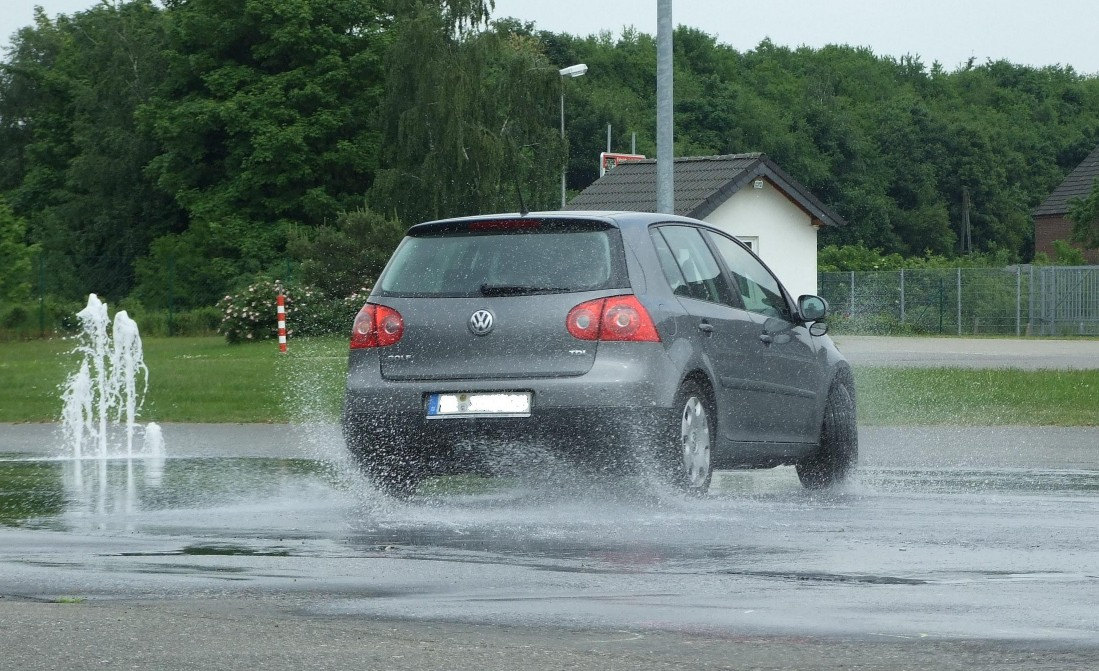
Gleitfläche hinter der Dynamikplatte

Die Schleuderplatte (auch Dynamikplatte) ist eine in der Fahrbahn eines Fahrsicherheitszentrums eingebaute Vorrichtung, die verwendet wird, um ein mehrspuriges  Kraftfahrzeug gezielt mit dem Heck zum Ausbrechen zu bringen. Aktuell sind es ca. 10 Fahrsicherheitszentren in Deutschland, die diese Technik anbieten.
Dabei wird eine rechteckige Platte mit Hilfe eines Hydraulikzylinders beim Überfahren des Fahrzeuges mit der Hinterachse quer zu dieser sehr rasch bewegt, sodass durch den seitlichen Ruck das Fahrzeug ins Schleudern gerät. Die Vorrichtung dient z. B. bei einem Fahrsicherheitstraining zur Übung des Abfangens eines schleudernden Fahrzeugs.
Die seitliche Verschiebung der Hinterachse wird mittels Computersteuerung je nach Fahrgeschwindigkeit und Radstand des Fahrzeugs vorgenommen. Der übliche Geschwindigkeitsbereich beim Überfahren der Dynamikplatte liegt zwischen 40 und 50 km/h, darüber oder auch darunter wird die Auslenkung nicht eingeleitet. Die bewässerte Gleitfläche hinter der Dynamikplatte simuliert eine Haftreibung von ca. μ = 0,2 und damit winterliche Fahrverhältnisse. Die Stärke (üblich zwischen 40 und 100 %) und Richtungswahl (rechts/links) der seitlichen Auslenkung kann von einem Schaltpult aus programmiert werden.  
Schleuderplatten für PKW und LKW werden u. a. durch Testtec Prüfstandtechnik und Bauteilerprobungs GmbH, Dorninger Hytronics GmbH und Technische Hydraulik, in Österreich und der GdS-Engineering, Deutschland hergestellt. 